# The Housemaid (film 1915)
The Housemaid è un cortometraggio muto del 1915. Il nome del regista non viene riportato nei credit del film che, prodotto dalla Reliance Film Company, aveva come protagonista Marguerite Loveridge.

## Trama
Il ricco vedovo Carson vorrebbe che suo figlio Bob sposasse l'ereditiera Blanche Willard, ragazza della buona società, incontrando però la decisa opposizione del giovane che invece è innamorato di May, la bella cameriera. Ora Carson ha deciso di sposarsi di nuovo e porta Lucy, la nuova moglie a casa. Quando Bob rifiuta categoricamente di sposare Blanche, Lucy prende le parti del marito, inimicandosi così il figliastro. La donna scopre la sua relazione con May e padre e figlio sono ormai sul piede di guerra. Carson cerca di corrompere la ragazza offrendole del denaro; lei, offesa e indignata e anche irritata per l'indecisione di Bob che sembra essere sotto l'influenza del padre, lascia la casa. Bob finisce per reagire e se ne va pure lui. Trova lavoro come tassista e si mette alla ricerca di May, ma sempre senza successo. Nel frattempo, suo padre comincia a nutrire dubbi sulla fedeltà della moglie che sembra intendersela con un artista. Una sera, Lucy incontra l'uomo in un locale, proprio quello deve May lavora come cassiera. Bob, che ha finalmente trovato l'innamorato, cerca di perorare la sua causa e lei gli chiede di vedersi più tardi. Nel caffè, la ragazza vede Lucy e l'artista. Pensando che questa sia la sua occasione per vendicarsi di Carson, gli telefona dicendogli che ha visto sua moglie cenare con un uomo. Subito dopo, però, si pente di quel gesto indegno e avvisa la coppia del prossimo arrivo di Carson. L'artista viene caricato sul taxi di Bob che sta aspettando fuori. May convince allora Bob ad andare a sedersi al tavolo con Lucy così, quando Carson arriva tutto infuriato, trova la moglie insieme a suo figlio. L'artista scompare per sempre, May e Bob sono perdonati e il loro matrimonio riceve l'approvazione sia di Lucy che di Carson.

## Produzione
Il film fu prodotto dalla Reliance Film Company.

## Distribuzione
Distribuito dalla Mutual, il film - un cortometraggio in una bobina - uscì nelle sale statunitensi il 16 giugno 1915.